# Dea Norberg

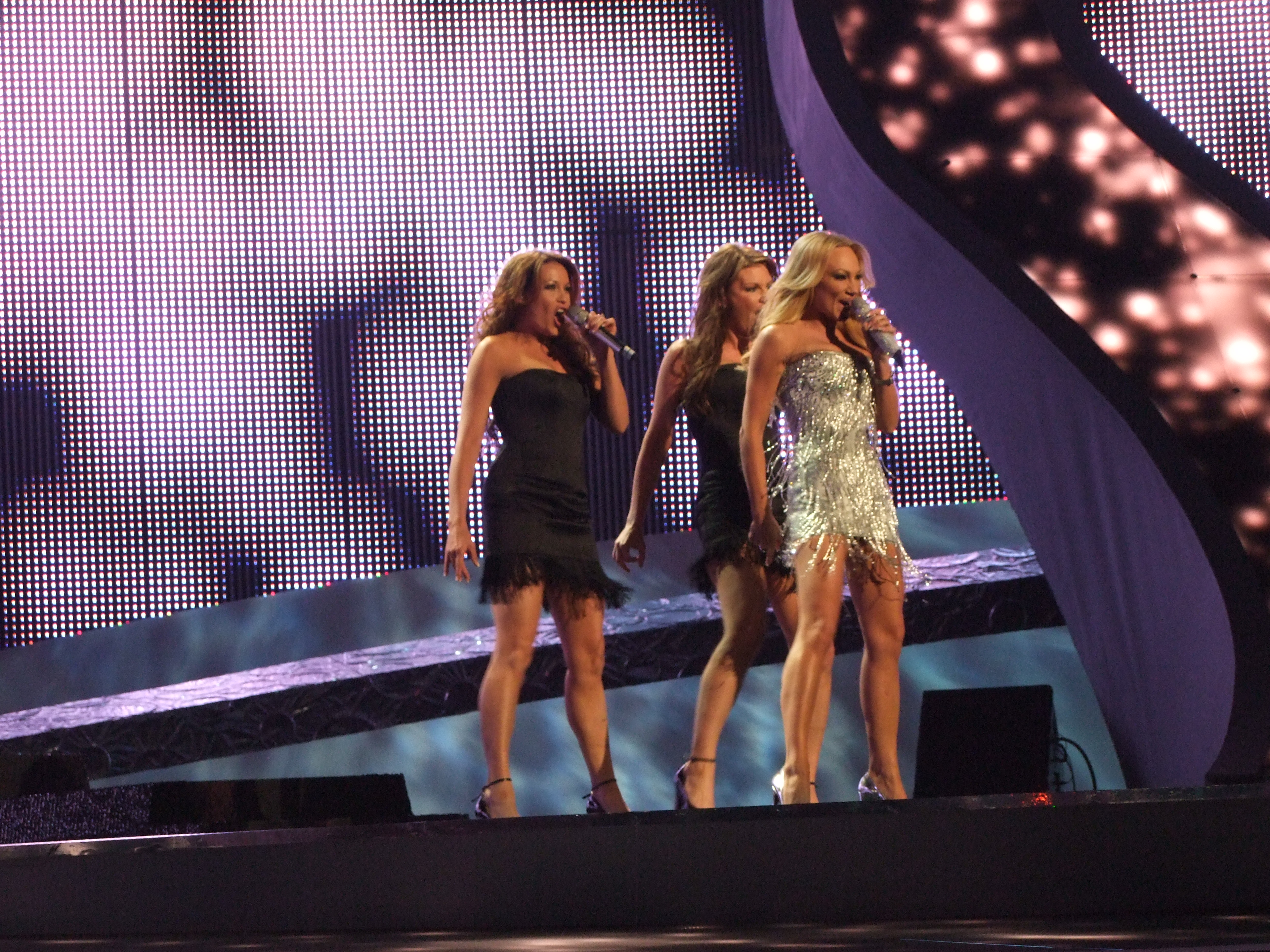
Dea Norberg bakom Charlotte Perrelli i Eurovision Song Contest 2008 (Belgrad, Serbien).

Andrea Heléne "Dea" Norberg, född 3 mars 1974 i Bräkne-Hoby församling, Blekinge län, är en svensk sångare.
Norberg har varit med i Melodifestivalens huskör 2003-2006 samt 2009, och har även körat i Eurovision Song Contest sju gånger: för Sverige 1999, 2003, 2004, 2005, 2006 och 2008 samt för Malta 2000. Hon är även medlem i gospelgruppen One Voice. Hon var fältartist och sjöng med Carl Bildtz, (Tour of Bosnia '96) under BA05.
1998 släppte hon tillsammans med väninnan Charlotte Berg albumet Alabaster Nights. Norberg är även en av medlemmarna i bandet The Prince Experience som är ett hyllningsband till Prince. Norberg har tillsammans med Patrik Isaksson synts i TV-reklam för Pripps Blå med låten Innan klockan slår, och 2007 sjöng hon även låten Den underbara dan du kommer hem i TV-reklamen för Sibylla. Från 2008 sjungs låten istället av Molly Sandén.
Under sommaren 2007 turnerade hon med Markoolio och under våren och hösten 2007 körade hon i Lena Philipssons och Orups succéshow Lena + Orup.
På FN-dagen den 24 oktober 2007 deltog Norberg i Marinens Hemvärnsmusikkårs jubileumskonsert i Karlskrona tillsammans med Roger Pontare och jazz-bandet Unit.
Under december 2007 deltog Dea Norberg i The Original Abba Orchestra Christmas Edition där kända artister sjöng Abba-låtar. Magnus Carlsson, Agnes Carlsson, Jessica Folcker, Jerry Williams och Mats Ronander var andra som medverkade.
Under våren 2008 var hon ute på en stor Europaturné tillsammans med cirkusen Cirque du Soleil.
Norberg deltog i dans & kör i Eurovision Song Contest 2009 under Malena Ernmans framträdande den 12 maj i Moskva.
På Takidas album Sju från 2019 medverkar hon på en låt.
Hon var tidigare  gift med Robert Pettersson, sångare i Takida och Stiftelsen.

## Diskografi
- Alabaster Nights Duo med Charlotte Berg (album, Eidolon Productions, 1998)
- Innan klockan slår Reklam för Pripps Blå, Duett med Patrik Isaksson (singel, Columbia, 2006)
- Walking on Sunshine (download-singel, Absolute Chillout Summer, 2007)
- Sommartider (Absolute Chillout Summer, 2007)